# تپه اشرفیون
تپه اشرفیون مربوط به هزاره ۱- است و در شهرستان رامیان، بخش مرکزی، روستای تاتار علیا واقع شده و این اثر در تاریخ ۳۰ تیر ۱۳۸۴ با شمارهٔ ثبت ۱۲۲۵۱ به‌عنوان یکی از آثار ملی ایران به ثبت رسیده است.